# Messunsicherheit
Zu einem Messergebnis als Näherungswert für den wahren Wert einer Messgröße gehört die Angabe einer Messunsicherheit. Diese grenzt einen Wertebereich ein, innerhalb dessen der wahre Wert der Messgröße mit einer anzugebenden Wahrscheinlichkeit liegt (üblich sind Bereiche für ungefähr 68 % und ungefähr 95 %). Dabei soll der als Messergebnis verwendete Schätzwert oder Einzelmesswert bereits um bekannte systematische Abweichungen korrigiert sein.
Die Messunsicherheit ist positiv und wird ohne Vorzeichen angegeben. Messunsicherheiten sind selbst auch Schätzwerte. Die Messunsicherheit kann auch kurz Unsicherheit genannt werden. Der früher in ähnlichen Zusammenhängen gebräuchliche Begriff Fehler ist nicht mit dem Konzept der Messunsicherheit synonym.
In aller Regel liegt eine Normalverteilung vor, und die Messunsicherheit legt einen zum Schätzwert der Messgröße symmetrisch liegenden Wertebereich fest. Sie wird üblicherweise als Standardunsicherheit u oder als erweiterte Unsicherheit 2u angegeben.

## Ermittlung der Messunsicherheit

### Analytisch-rechnerische Methode nach ISO/IEC Guide 98-3
Eine Messunsicherheit ergibt sich aus der Kombination von einzelnen Beiträgen (Komponenten) der Eingangsgrößen einer Messung. Laut ISO/IEC Guide 98-3 (GUM) kann eine Komponente der Messunsicherheit auf zwei Weisen ermittelt werden:
- Typ A: Ermittlung aus der statistischen Analyse mehrerer statistisch unabhängiger Messwerte aus einer Messwiederholung.
- Typ B: Ermittlung ohne statistische Methoden, beispielsweise durch Entnahme der Werte aus einem Kalibrierschein, aus der Genauigkeitsklasse eines Messgeräts oder aufgrund persönlicher Erfahrungen und vorangegangener Messungen. Auch die Fehlergrenze kann zur Ermittlung der Messunsicherheit vom Typ B herangezogen werden,[6] wobei man von einer Rechteckverteilung ausgeht.[7][8] Es handelt sich um eine A-priori-Verteilung.[9]

Beide Methoden beruhen auf Wahrscheinlichkeitsverteilungen. Bei Typ A wird die Varianz durch Messwiederholungen bestimmt und bei Typ B wird auf andere Quellen zurückgegriffen. Die Ermittlungsmethode Typ A folgt der frequentistischen und Typ B der bayesschen Interpretation der Wahrscheinlichkeit. Die Ermittlungsmethode Typ B basiert auf der Bayes-Laplace-Theorie.

### Ermittlung mithilfe von Ringversuchsdaten nach ISO 21748
In einem Ringversuch analysieren mehrere Labors idealerweise identische Proben mit dem gleichen Messverfahren. Die Auswertung der Resultate führt zu zwei Parametern, die für die Ermittlung der Messunsicherheit von großer Bedeutung sind:
- Wiederholstandardabweichung sr (kennzeichnet die mittlere Streuung der Werte innerhalb der Labors)
- Standardabweichung zwischen den Labors sL (kennzeichnet die Streuung zwischen den Labors)

In den beiden Standardabweichungen sind alle oder zumindest die meisten Unsicherheitskomponenten enthalten, die nach der Methode ISO/IEC 98-3 einzeln berücksichtigt werden müssen. Dies gilt auch für Komponenten des Typs 2, die im einzelnen Labor nicht durch Mehrfachmessung erfasst werden können. Wenn die in ISO 21748 genannten Bedingungen erfüllt sind, ergibt sich die Standardunsicherheit u im einfachsten Fall durch folgende Beziehung:
{\displaystyle u=s_{R}={\sqrt {s_{L}^{2}+s_{r}^{2}}}}
sR ist die Vergleichstandardabweichung. In gewissen Fällen sind zusätzliche Komponenten wie Probenahme, Probevorbereitung oder Heterogenität der Probe einzurechnen. Ringversuchsdaten können vom Wert der Messgröße abhängen.

## Metrologische Bedeutung
Die Messunsicherheiten in Wissenschaft und Technik sollen drei Aufgaben erfüllen.
- Sie sollen Messresultate objektivieren, indem sie festlegen, in welchem Intervall der wahre Wert der Messgröße zu erwarten ist. Nach klassischer Diktion waren das Konfidenzintervalle, deren Größe von der Höhe eines Vertrauensniveaus abhingen. Die klassische Fehlerrechnung muss um sogenannte unbekannte systematische Messabweichungen erweitert werden. Daher kann der Messunsicherheit nicht auf dieselbe Weise eine Wahrscheinlichkeit zugewiesen werden, wie es bei ausschließlich statistischen Abweichungen möglich ist.
- Das auf diese Weise geschaffene Netz physikalischer Konstanten muss in sich widerspruchsfrei sein, d. h. berechnete man anhand einer gegebenen Verknüpfungsfunktion aus einer Teilmenge von Konstanten eine andere, numerisch bereits bekannte Konstante, so muss die aus der Unsicherheitsfortpflanzung hervorgehende Messunsicherheit wiederum den wahren Wert dieser Konstanten lokalisieren. Messunsicherheiten müssen also der Forderung nach „Rückverfolgbarkeit der wahren Werte“ genügen.
- Messunsicherheiten sollen Theorie und Experiment objektiv vergleichbar machen. Sie werden als Mittel verwendet, eine zur Debatte stehende neue Theorie entweder zu verwerfen oder sie zu bestätigen.

## Quantitative Angaben
Ein weiterer Kennwert ist die erweiterte Unsicherheit {\displaystyle U=k\cdot u}. Dieser Kennwert kennzeichnet einen Wertebereich, der den wahren Wert der Messgröße mit einer bestimmten Wahrscheinlichkeit enthält. Für den darin enthaltenen Erweiterungsfaktor {\displaystyle k} soll vorzugsweise {\displaystyle k=2} verwendet werden. Bei {\displaystyle k=2} beträgt die Wahrscheinlichkeit ungefähr 95 %, bei {\displaystyle k=3} ungefähr 99,7 %.
Im Sonderfall {\displaystyle k=1} spricht man (in Anlehnung an die Bezeichnung Standardabweichung) von einer Standardunsicherheit. Hier beträgt die Wahrscheinlichkeit ungefähr 68 %.
Zur Notation
am Beispiel eines Messergebnisses {\displaystyle l=23{,}478\,2\;\mathrm {m} } mit einer Standardmessunsicherheit {\displaystyle u=0{,}003\,2\;\mathrm {m} }:
- Die Angaben werden zusammengefasst zu {\displaystyle l=(23{,}478\,2\pm 0{,}003\,2)\;\mathrm {m} }, was einen Bereich von {\displaystyle 23{,}475\,0\;\mathrm {m} } bis {\displaystyle 23{,}481\,4\;\mathrm {m} } bedeutet.

Die Schreibweise mit ± soll bei Unsicherheiten, wenn immer möglich, vermieden werden,
- wenn nicht klargestellt wird, für welche Kenngröße der Messunsicherheit bzw. für welchen Erweiterungsfaktor sie steht,
- weil die Schreibweise mit ± auch für andere Angaben wie den Vertrauensbereich oder Toleranzen verwendet wird.

- Um auszudrücken, dass die Abweichungen nach oben und unten verschieden sind – beispielsweise bei einer logarithmischen Werteskala, kann man die Schreibweise {\displaystyle l={\bigl (}23{,}478\,1{\begin{smallmatrix}+0{,}003\,3\\-0{,}003\,1\end{smallmatrix}}{\bigr )}\;\mathrm {m} } verwenden.
- In[12][14] findet sich die Schreibweise {\displaystyle l=23{,}478\,2(0{,}003\,2)\;\mathrm {m} }.
- Speziell im Zusammenhang mit der Standardunsicherheit ist die Kurzschreibweise {\displaystyle l=23{,}478\,2(3\,2)\;\mathrm {m} } üblich (manchmal auch „Klammerschreibweise“ genannt, auf Englisch concise notation[15]). Hier steht in Klammern der Zahlenwert der Standardunsicherheit in Einheiten des Stellenwerts der letzten angegebenen Ziffer.

## Hinterfragung der Fehlerrechnung
Die „klassische“ Gauß’sche Fehlerrechnung behandelt ausschließlich zufällige Abweichungen. Indessen hatte schon Gauß auf die Existenz und Bedeutung sogenannter unbekannter systematischer Messabweichungen hingewiesen: Diese entstünden durch zeitlich konstante, nach Betrag und Vorzeichen unbekannte Störgrößen, sie lägen in der Regel in einer mit den zufälligen Abweichungen vergleichbaren Größenordnung. Unbekannte systematische Messabweichungen müssten mit Hilfe von Intervallen eingegrenzt werden.
Der heutige Mainstream der Metrologie interpretiert den Prozess des Schätzens der Messunsicherheit als „technische Vorschrift“, der einheitlich zu praktizieren ist. Im Bereich des gesetzlichen Messwesens und des Kalibrierdienstes in Deutschland wird empfohlen, Messunsicherheiten nach DIN festzulegen. Dieser Leitfaden zur Angabe der Unsicherheit beim Messen entspricht der europäischen Vornorm ENV 13005, welche die Empfehlung der ISO übernimmt; er hat auch unter dem Akronym „GUM“ Bekanntheit erlangt.
DIN V ENV 13005 ist zurückgezogen worden. Der Regelsetzer empfiehlt die Anwendung der „Technischen Regel“ ISO/IEC Guide 98-3:2008-09 Messunsicherheit – Teil 3: Leitfaden zur Angabe der Unsicherheit beim Messen.

## Exakte Werte
„Exakter Wert“ ist ein Begriff aus der Metrologie. In diesem Kontext haben exakte Werte keine Messunsicherheit und keine systematische Abweichung.
So sind die Zahlenwerte einiger fundamentale Naturkonstanten exakt per Definition, weil die Maßeinheiten über diese Werte definiert worden sind (die meisten mit der SI-Reform von 2019). Vor der Reform waren diese Konstanten Messwerte gewesen, also mit Unsicherheiten versehen. Für die Festlegung per Definition wurden diese Messwerte möglichst genau übernommen. Daher sind es „krumme“ Zahlenwerte, und die Anzahl der Dezimalstellen spiegelt die Unsicherheit zum Zeitpunkt der Reform wider.
Andere exakte Werte sind mathematisch definierte irrationale Zahlen, wie die Kreiszahl {\displaystyle \pi } als Verhältnis von Umfang und Durchmesser von Kreisen (in euklidischer Geometrie).
Manche „glatte“ Zahlen in Berechnungen sind exakte Werte, etwa die willkürlich definierten Umrechnungsfaktoren 12 zwischen Troy Pound und Feinunze und 90 zwischen der Größe rechter Winkel und dem Winkelgrad. Andere exakte Werte sind weniger „glatt“, zum Beispiel die per Definition festgelegte Umrechnung zwischen britischer und US-amerikanischer Gallone: 1 Imp.gal. = {\displaystyle {\tfrac {568.261.250}{473.176.473}}} US.liq.gal.
Exakte rationale Zahlen können in Formeln als Brüche geschrieben werden, also beispielsweise {\displaystyle 1/2} und nicht {\displaystyle 0{,}5}, um der falschen Annahme vorzubeugen, dass es eine implizite Unsicherheit in der letzten Dezimalstelle geben könnte.

### GUM
- Allgemeinverständliche Erläuterung der Messunsicherheit (PDF; 92 kB)
- Guidelines for Evaluating and Expressing the Uncertainty of NIST Measurement Results
- Praxisfibel Messunsicherheit – Grundlagen, Bestimmung nach GUM, Übungen (PDF; 3,42 MB)

### Kritik am GUM und Alternativer Ansatz
- Grabe, M. Proposal for a New Error Calculus
- Grabe, M. Measurement Uncertainties in Science and Technology, Springer 2005
- Grabe, M. Generalized Gaussian Error Calculus, Springer 2010 als eingeschränkte Vorschau in der Google-Buchsuche